# Ernesto Augusto de Hanôver (1983)
Ernesto Augusto de Hanôver (em alemão:  Ernst August) (nome completo:Ernst August Andreas Philipp Constantin Maximilian Rolf Stephan Ludwig Rudolph Prinz von Hannover Herzog zu Braunschweig und Lüneburg, Königlicher Prinz von Großbritannien und Irland) (Hildesheim, 19 de julho de 1983) é o filho mais velho de Ernesto Augusto de Hanôver e de sua primeira esposa, Chantal Hochuli. Ernesto tem um irmão, Cristiano, e uma meia-irmã, Alexandra. É o 2º na linha de pretendentes ao trono do então existente Reino de Hanôver. Por ser descendente do rei Jorge III do Reino Unido, ocupa o 389° lugar na linha de sucessão ao trono britânico. 
No verão de 2016, Ernesto Augusto e a designer russa Ekaterina Malysheva anunciaram seu noivado. O casamento teve lugar em 8 de julho de 2017 no Castelo de Marienburg. O casamento ficou marcado pela oposição do pai do noivo ao casamento, por considerar que este não é do interesse da casa real.

## Casamento e descendência
No verão de 2016 Ernesto Augusto ficou noivo de Ekaterina Malysheva (n. 30 de julho de 1986, Apatity, Rússia) uma designer russa. Dias depois do casamento, Ernesto Augusto de Hanôver declarou publicamente preocupação sobre os impactos adversos a respeito dos bens da família caso Ernesto Augusto casasse com a noiva desejada. Apesar da tradição dinástica de pedir previamente o consentimento do chefe da Casa de Hanôver, o pai do noivo declarou sua intenção de não dar seu consentimento ao casamento de seu filho com Ekaterina Malysheva, alegando uma disputa aos bens familiares.
Ekaterina Malysheva e o Príncipe Ernesto Augusto casaram-se em 8 de julho de 2017, que aconteceu na Hanover Market Church. A noiva foi levada ao altar por seu pai, Igor Malyshev. O vestido de noivo foi trabalho da designer libanesa, Sandra Mansour, e usou a tiara que pertencia a única filha de Guilherme II da Alemanha, Vitória Luísa da Prússia. Entre os convidados encontravam-se: Cristiano de Hanôver, Alexandra de Hanôver, Andrea Casiraghi, Tatiana Santo Domingo, Pierre Casiraghi, Beatrice Borromeo, Charlotte Casiraghi, Jorge Frederico da Prússia, Sofia de Isenburgo, Paulo, Príncipe Herdeiro da Grécia, Maria Chantal Miller, Umberto Miguel, Príncipe Herdeiro de Saxe-Coburgo-Gota, Duque de Saxônia, Alexander, Príncipe de Schaumburg-Lippe, Princesa Elisabeth von Thurn und Taxis.
O casal tem uma filha, Elisabeth, nascida em 22 de fevereiro de 2018, em Hanôver. Em outubro de 2018, o casal anunciou que eles estavam esperando seu segundo filho, um menino, para abril de 2019. Ele nasceu em 14 de março de 2019 em Hanôver e recebeu o nome de Guelgo Augusto.